# Rosendo Huesca y Pacheco
Rosendo Huesca y Pacheco (Ejutla de Crespo, Oaxaca; 3 de marzo de 1932 – Puebla de Zaragoza, Puebla; 25 de noviembre de 2017) fue un sacerdote y arzobispo mexicano que en su último cargo se desempeñó como  Arzobispo Emérito de Puebla de 2009 hasta su fallecimiento en 2017.

## Biografía
Inició sus estudios en el Seminario Palafoxiano de Puebla y se le envió para terminarlos en Roma, donde se licenció en teología y en derecho canónico por la Universidad Gregoriana.
Fue ordenado sacerdote el 28 de octubre de 1956. 
Realizó estudios especializados en Psicología y Pedagogía en la Universidad de Fordham, Nueva York.
En 1964 es nombrado Rector del Seminario Mayor Palafoxiano de Puebla de los Ángeles.
En 1969 es nombrado Primer Presidente y Fundador de la Organización de Seminarios Mexicanos.

## Episcopado

### Obispo
En 1970 el papa Pablo VI lo nombró Obispo titular de Themisonium y Obispo Auxiliar de Puebla. 
Fue consagrado el 24 de agosto del mismo año, a manos del por entonces Arzobispo de Puebla, Octaviano Márquez y Toriz
La Conferencia del Episcopado Mexicano en su Asamblea de octubre de 1973 lo eligió Presidente de la Comisión Episcopal de Vocaciones y Seminarios y en la Asamblea Plenaria de octubre de 1976, lo reeligió para el mismo cargo que desempeñó en 1977. Mucho ha contribuido a la reestructuración de la misma Conferencia y a la modificación de sus Estatutos y Reglamentos

### Arzobispo
El 28 de septiembre de 1977, mediante la Bula “Cum Archiepiscopalis” el papa Pablo VI le nombra VII Arzobispo de Puebla.
En 1978, el papa designa Miembro de la Sagrada Congregación para la Educación Católica, y al mismo tiempo, miembro de la Congregación de Religiosos e Institutos Seculares.

### Nombramientos
- 1980-1983 es elegido Delegado de la CEM ante el CELAM, Vocal del Departamento de Pastoral Juvenil y Vocal de la Comisión Episcopal de Seminarios y Vocaciones con el encargo del Colegio Mexicano de Roma
- 1983-1985, repite como Vocal de la Comisión Episcopal de Seminarios y Vocaciones y también Vocal de la Comisione Episcopal del Clero y de la Comisión Mixta Permanente CEM-CIRM.
- 1992-1994 es elegido Presidente de la Comisión Episcopal de Educación y Cultura reelegido para el trienio 1994-1997.
- 1994-1997 es Suplente del Representante de la Región Pastoral Oriente
- 1997-2000 es nombrado Presidente de la Comisión Episcopal de Cultura.

Fue elegido por la CEM para participar en el Sínodo de Obispos para América realizado en Roma, del 16 de noviembre al 12 de diciembre de 1997.
Fue Vocal de la Comisión Episcopal de Cultura para el Trienio 2004 - 2006. 

## Renuncia
El 5 de febrero de 2009, el papa Benedicto XVI acepta su renuncia al gobierno pastoral de la Arzobispo de Puebla por límite de edad. 
Nombró como sucesor a Víctor Sánchez Espinoza.

### Fallecimiento
Falleció el 25 de noviembre de 2017, en Puebla de Zaragoza, Puebla.
Se desempeñaba como Arzobispo Emérito de Puebla.

## Sucesión
| Predecesor: Ernesto Corripio y Ahumada | Arzobispo de Puebla 1977 – 2009           | Sucesor: Víctor Sánchez Espinoza |
| Predecesor: Tomás Francisco Reilly     | Obispo Titular de Themisonium 1970 – 1977 | Sucesor: Serafino Sprovieri      |